# Rybník Starý
Rybník Starý je přírodní rezervace poblíž města Horní Cerekev v okrese Pelhřimov v nadmořské výšce 595–608 metrů. Oblast spravuje Krajský úřad Kraje Vysočina. Důvodem ochrany je soubor vodních, mokřadních a rašelinných ekosystémů s výskytem zvláště chráněných druhů.

## Galerie

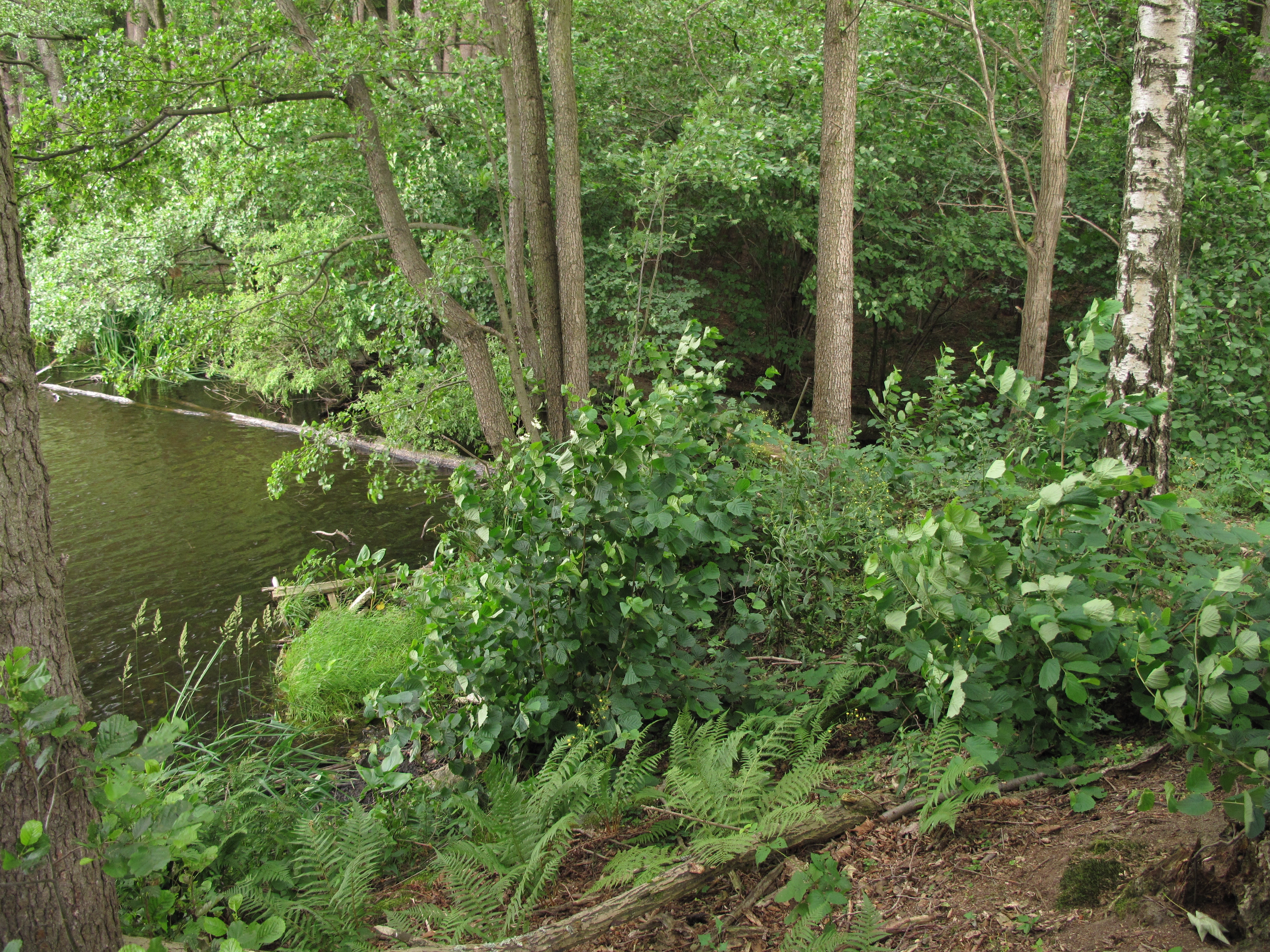
Břeh
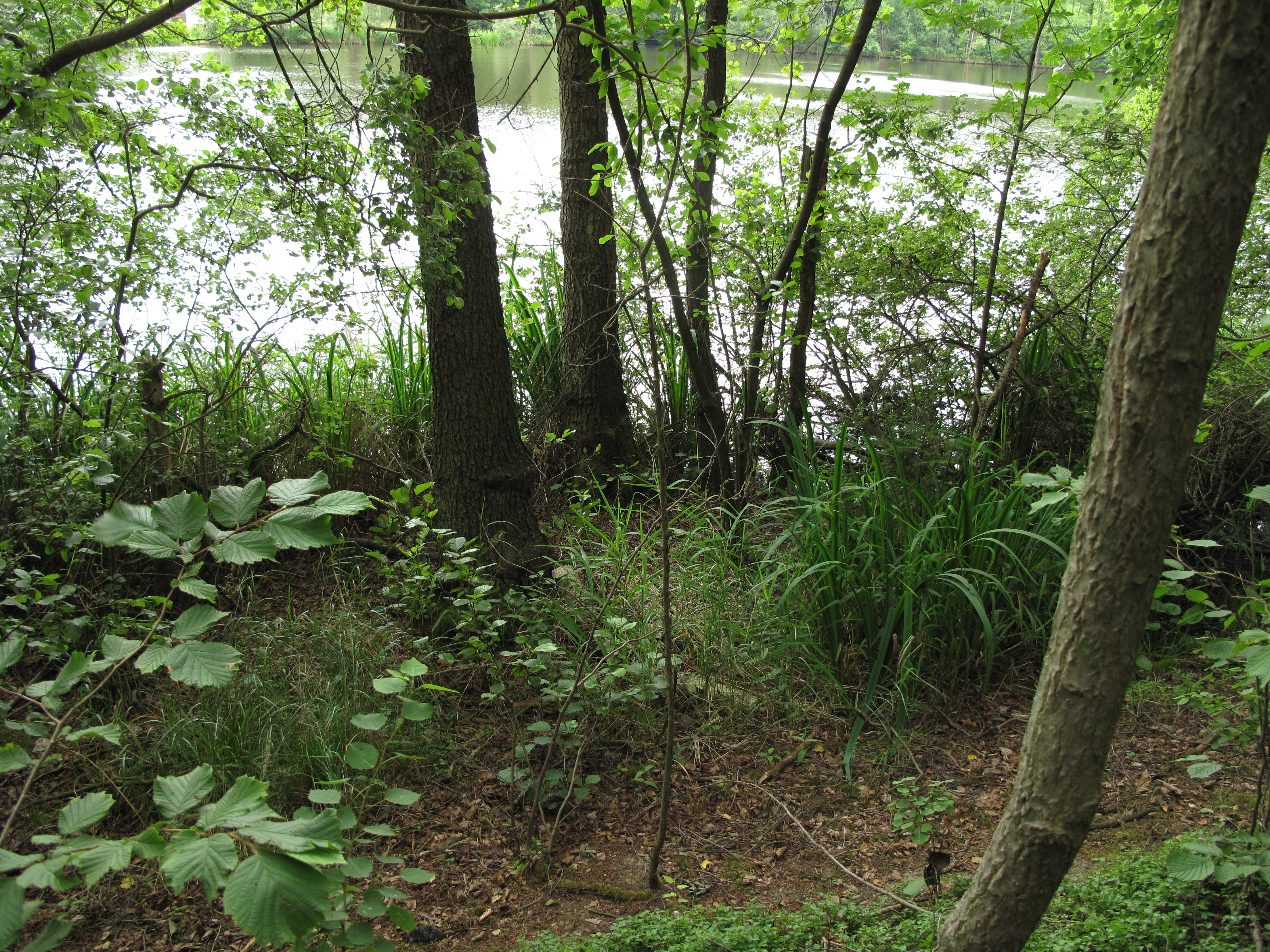
Hranice rezervace
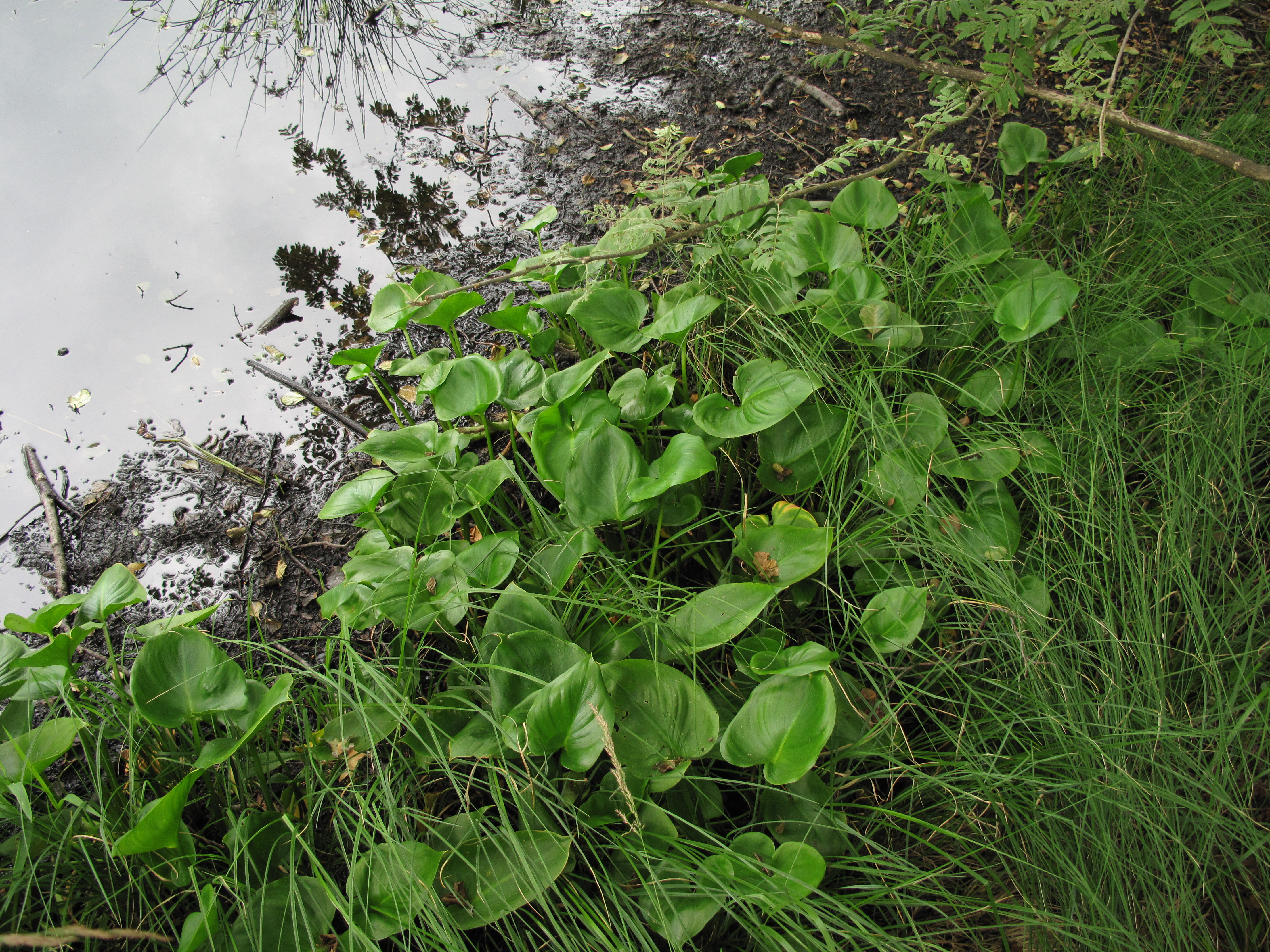
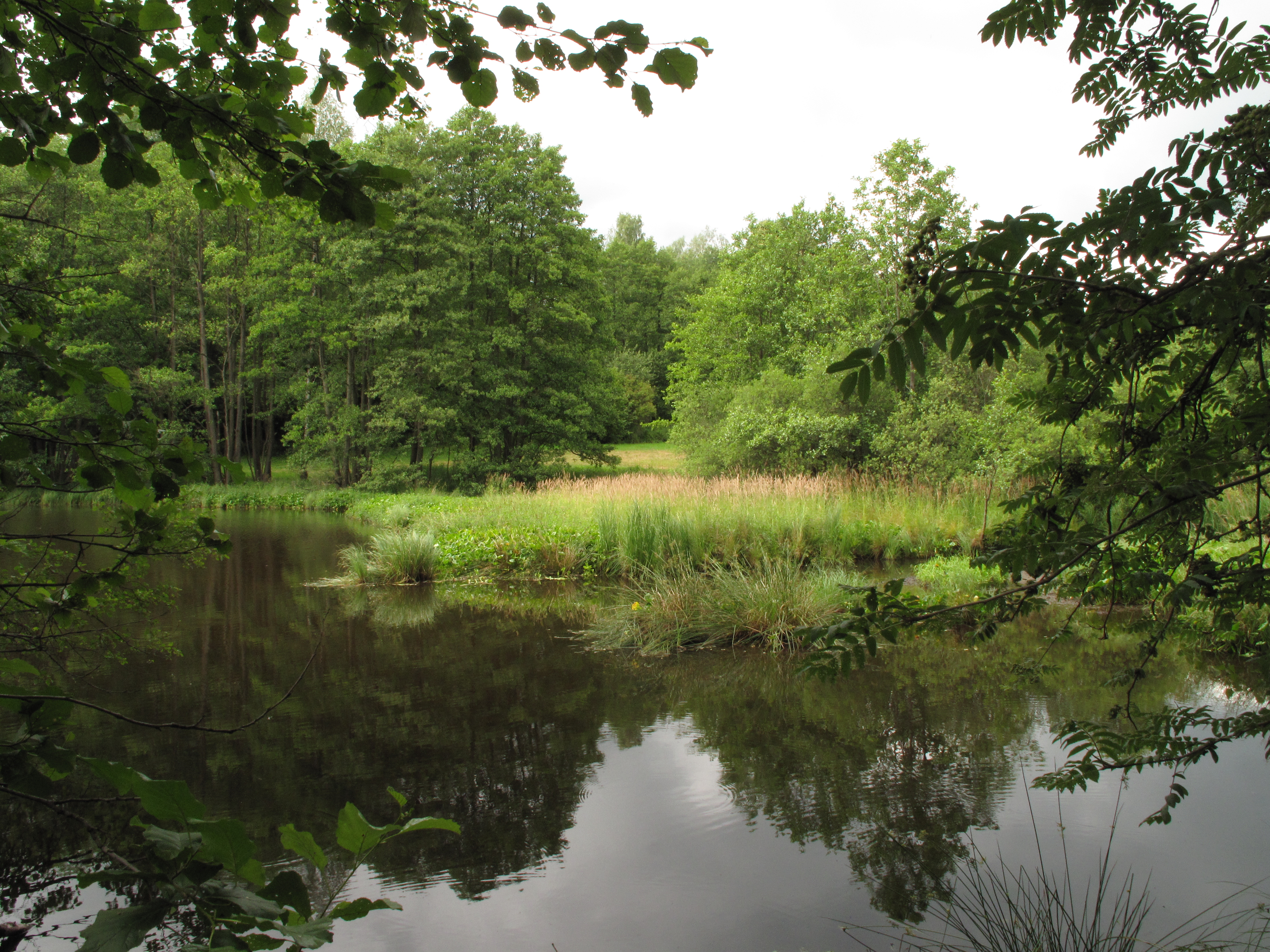
Nátok